# Paramètres UTM
Les paramètres UTM (pour Urchin Tracking Module) sont cinq variantes de paramètres potentiellement présents dans une URL. 
Ils sont utilisés pour mesurer l'efficacité des campagnes de marketing en ligne à travers les sources de trafic et de l'édition multimédia. Le nom dérive de celui du projet Urchin créé par l’entreprise éponyme et racheté par Google en 2005 pour devenir Google Analytics.
Placés au sein d’une URL, les paramètres UTM  permettent d’identifier la campagne marketing à laquelle se réfère le trafic vers un site web spécifique par une à cinq informations (au minimum la source).
Ils permettent aussi de l'attribuer à la session de site web du navigateur, ainsi que les sessions ultérieures, jusqu'à ce que la fenêtre de la campagne d'attribution expire. Ces paramètres peuvent être analysés syntaxiquement pour alimenter des outils de gestion commerciale et utilisés pour en compléter les rapports.

## Utilisation
Les paramètres UTM d’une URL identifient la campagne de marketing qui associe un trafic à un site web spécifique. Pour définir et ajouter les paramètres UTM pertinents aux URL appropriées, les spécialistes du marketing utilisent couramment une simple feuille de calcul, ou un outil de génération automatisé d’UTM. Lorsqu'un lien hypertexte qui contient des paramètres UTM dans son URL est suivi, le logiciel de mesure d’audience du site de destination interprète les informations des paramètres et les attribue à la session de site web du navigateur.

## Métriques
Les paramètres UTM qui sont passés via l'URL peuvent être analysés par des outils de mesure d’audience tels que Google Analytics et Adobe Analytics, en utilisant les données pour compléter des modèles de rapports. Les logiciels d’analyse d’audience peuvent attribuer les paramètres de la session courante du navigateur ainsi que des sessions suivantes jusqu'à ce que la fenêtre temporelle de la campagne d’audimat expire.

## Les paramètres UTM
Il existe cinq différents paramètres UTM, qui peuvent être utilisés dans n'importe quel ordre
| Paramètre                | But | Exemples                                     |
| ------------------------ | --- | -------------------------------------------- |
| utm_source (obligatoire) | Indique le site d'origine du trafic, et est un paramètre obligatoire. | utm_source=Google                            |
| utm_medium               | Identifie le type de lien qui a été utilisé, comme le coût par clic ou par courriel. | utm_medium=cpc                               |
| utm_campaign             | Identifie un produit spécifique de la promotion ou de la stratégie de campagne. | utm_campaign=spring_sale                     |
| utm_term                 | Identifie les termes de recherche. | utm_term=course+chaussures                   |
| utm_content              | Identifie précisément ce qui a été cliqué pour amener l'utilisateur sur le site, comme une bannière ou un lien texte. Il est souvent utilisé pour les tests A/B et le contenu des publicités ciblées. | utm_content=logolink ou utm_content=textlink |

## Structure
Les paramètres UTM sont des paramètres URL, donc placés après un point d'interrogation et séparés par des esperluettes. La structure classique est ainsi :
https://www.example.net/?utm_campaign=nomdelacampagne&utm_source=wikipedia&utm_medium=referral

Exemple :

https://www.cuisineagogo.com/? utm_source=instagram&utm_medium=affiliate&utm_campaign=fetedelaraclette&utm_content=superclement